# 와키야 료타
와키야 료타(일본어: 脇谷 亮太, 1981년 11월 4일 ~ )는 일본의 프로 야구 선수이며, 현재 센트럴 리그인 요미우리 자이언츠의 소속 선수(외야수)이다.
별명은 왓키(ワッキー), 와키 상(ワキさん).

## 인물

### 프로 입단 전
오이타현에서 태어나 부친이 사회인 야구 팀에서 투수로 활약했던 것을 계기로 초등학교에 입학한 이후 야구에 대한 흥미를 갖기 시작하였고 소년 야구팀에 있을 당시 애초에는 유격수로 활약했다.
야나기가우라 고등학교 2학년 때 고시엔 여름 대회에 출전, 대기 선수로서 벤치에 들어갈 기회는 없었고 팀은 1차전에서 마쓰자카 다이스케가 소속된 요코하마 고등학교한테 패했다. 고교 졸업 후 닛폰 문리대학에 진학하여 2003년에는 팀이 전일본 대학야구 선수권 대회에서 우승을 제패할 당시에 주장을 맡았다. 대학 졸업 후 사회인 야구 팀인 NTT 서일본 경식 야구부에 입단, 2005년 11월 18일에 팀의 교토 연습장에 있을 당시 요미우리 자이언츠로부터 프로 야구 드래프트 5순위로 지명을 받아 입단이 확정되었는데 드래프트에서 지명된 직후에 가진 기자 회견장으로 향할 때에 “깜짝 카메라가 아닌가”라는 유머섞인 말투로 소감을 말하기도 했다.

### 프로 입단 후

#### 2006년
이듬해 2군에서 8타석 연속 안타를 기록하였고, 6월 4일 세이부 라이온스전에서는 고쿠보 히로키를 대신해 1군에 등록하면서 선발 출전을 했다. 9회말에 시미즈 다카유키가 끝내기 희생플라이를 기록하였지만 그 계기가 된 3루타를 때려내면서 팀 승리에 기여했다. 8월 15일의 도쿄 야쿠르트 스왈로스전에서는 1번·2루수로 선발 출전하며 5타수 4안타를 기록해 그 경기에서 맹타상의 활약을 보인 것 외에도 10월 5일의 요코하마 베이스타스전에서는 도이 요시히로로부터 데뷔 첫 홈런을 때려냈다.
6월 8일의 후쿠오카 소프트뱅크 호크스전에서는 상대 투수인 사이토 가즈미의 퍼펙트 게임을 저지하는 투수 쪽의 내야 안타를 기록했지만 누상에서 견제를 당해 아웃이 되었고 결과적으로 타자 27명의 준 퍼펙트 게임을 결정할 수 있었다. 그러나 와키야가 기록한 것은 안타였으며 사이토의 노히트 노런도 저지하게 된다.

#### 2007년
3월 4일의 후쿠오카 소프트뱅크 호크스전(시범 경기)에서도 9회 2사까지 퍼펙트 게임이 확보되는 상황에서 이를 저지하는 이 경기에서의 유일한 안타를 기록했다. 시즌 후반기에는 1번·2루수로 고정되었고 2번·중견수인 스즈키 다카히로와 함께 ‘더블 1번 타자’로서 출전했는데 그 해에는 타율 2할 7푼의 좋은 성적을 남겼다.
그 해에는 주로 2루에서 기무라 다쿠야와 병용되었는데 9월 26일의 주니치 드래건스전에서는 아사쿠라 겐타로부터 역전 홈런을 때려내 팀 승리에 기여했다. 클라이맥스 시리즈에서는 모두 선발 출전을 하였지만 수비에서는 생동감이 없었기 때문에 모든 경기에서 교체되기도 했다. 11월 2일부터 젊은 선수와 중견 선수 중심의 추계 스프링 캠프에서는 야수 캡틴·강화 지정 선수로 지명되었다.

#### 2008년
기무라의 타격 호조에 의해 와키야의 출전할 기회는 크게 감소되었다. 그러나 시즌 종반에서는 전년도에 보여주었던 승부에 강한 타격이 발휘되었을 뿐만 아니라 과제로 여겨졌던 수비 면에서는 크게 발달한 모습을 보였지만 시즌 도중 부진에 시달리면서 그대로 시즌을 마치는 등 연봉 500만엔(추정)이 감소된 계약이 갱신되었다. 그런데도 일본 시리즈인 사이타마 세이부 라이온스와의 5차전에서는 동점인 상황에서 7회초에 와쿠이 히데아키로부터 결승타인 2점 적시 3루타를 때려냈다.

#### 2009년
기무라의 타격 부진에 의해 2루에서 선발로 기용되는 일이 많아지자 89경기에 출전하여 타율 2할 6푼 8리의 성적을 남겼다. 9월 28일에는 프로 데뷔 후 처음으로 3번 타자로 기용되었다. 클라이맥스 시리즈 3차전에서는 8회말 대타로 타석에 들어서 아사오 다쿠야로부터 결승타인 2점 적시 2루타를 때려내 3타수 1안타의 성적을 기록하는 등 클라이맥스 시리즈 MVP에 선정되었다. 와키야는 “3경기에서 총 10분 정도 밖에 경기에 나가지 않고 있지만 좋은 것일까 라는 기분이 들었다”라고 말했다.

#### 2010년
5월 3일의 도쿄 야쿠르트 스왈로스전에서 데뷔 첫 만루 홈런을 때려냈다. 8월 5일의 한신 타이거스전에서는 15경기 연속 득점이라는 센트럴 리그 기록을 달성했고 10월 2일의 요코하마 베이스타스전(23차전)에서는 3회에 우치카와 세이이치의 3루 땅볼을 처리한 것을 계기로 삼중살을 달성했다. 요미우리로서는 2001년 이후 9년 만의 일이며 2010년 시즌은 개인 최다인 132경기에 출전해 처음으로 규정 타석을 채우는 등 타율 2할 7푼 3리, 7홈런, 43타점을 기록했다. 주루 기술에도 더욱 연마되면서 리그 최다인 8개의 3루타, 팀내 최다가 되는 28도루(도루 실패는 5개)를 기록했다. 그러나 5월과 9월에는 1할대의 타율이 머무를 정도의 극심한 부진을 겪었고 2번 타자로 기용되었을 때 가끔 번트나 진루타를 실패하는 등의 많은 과제를 남겼다.

#### 2011년
4월 20일의 한신전에서는 7회말 2사 1, 3루 상황에서 타자 크레이그 브라젤의 타구를 원 바운드로 잡았을 때 쓰치야마 다케히로 1루심이 아웃 판정을 내렸다. 오심이라고 생각한 마유미 아키노부 감독이 격렬하게 항의했지만 와키야가 잡았다고 해서 판정은 번복되지 않았다. TV중계에서 흐른 VTR에서는 분명하게 바운드 하고 있었지만 경기 종료 후 와키야는 “잡았어요. 자신 속에서는 아슬아슬한 곳에서 하고 있으니까, VTR? 텔레비전의 배색이 나쁘지 않습니까”라고 말해 의미있는 웃음을 터뜨리며 이 같은 발언을 했다. 그 때문인지 와키야의 트위터에는 비난하는 댓글이 쇄도하면서 타 구단 팬들 뿐만 아니라 요미우리 팬들로부터도 거센 비판을 받았다.
5월에는 타격 부진으로 인해 2군에 떨어졌고 그 사이 후지무라 다이스케에게 주전 2루수 자리를 빼앗겼다. 7월 5일의 야쿠르트전에서는 오른손 유구골에 골절상을 입으면서 10월 1일까지 전력에서 이탈당했다.

## 플레이 스타일
멀리 던지기 110미터, 50m 달리기의 5초 7을 주파할 정도의 타고난 신체 능력을 가지고 있다. 사회인 야구팀 시절에는 3루수였으며, 대학 시절은 2루수였다. 현재는 2루와 3루 양쪽 모두에서 기용되고 있는 것 외에도 일본 시리즈에서는 유격수로서 출전했다. 그리고 2011년 6월 1일의 경기에서는 1루수로 출전했다.

## 출신 학교
- 야나기가우라 고등학교
- 닛폰 문리대학

## 선수 경력
사회인 시대
- NTT 서일본

프로팀 경력
- 요미우리 자이언츠(2006년 ~ 2013년, 2016년 ~ )
- 사이타마 세이부 라이온스(2014년 ~ 2015년)

## 수상·타이틀 경력
- 클라이맥스 시리즈 MVP : 1회(2009년)
- 센트럴 리그 특별상 : 1회(2010년)[1]

## 개인 기록

### 첫 기록
- 첫 출장·첫 선발 출장 : 2006년 6월 4일, 대 세이부 라이온스 6차전(도쿄 돔)
- 첫 안타 : 상동.
- 첫 도루 : 2006년 6월 11일, 대 지바 롯데 마린스 6차전(지바 마린 스타디움)
- 첫 타점 : 2006년 8월 13일, 대 히로시마 도요 카프 15차전(히로시마 시민 구장)
- 첫 홈런 : 2006년 10월 5일, 대 요코하마 베이스타스 22차전(도쿄 돔)

### 기타
- 15경기 연속 득점 : 2010년(센트럴 리그 기록)

## 등번호
- 57(2006년)
- 23(2007년 ~ 2013년)
- 7(2014년 ~ 2015년)
- 2(2016년)
- 12(2017년 ~ )

## 통산 성적

### 연도별 타격 성적
| 연도       | 소속       | 경 기 | 타 석 | 타 수 | 득 점 | 안 타 | 2 루 타 | 3 루 타 | 홈 런 | 루 타 | 타 점 | 도 루 | 도루 실패 | 희생 번트 | 희생 플라이 | 볼 넷 | 고의 사구 | 死 구 | 삼 진 | 병 살 타 | 타 율 | 출 루 율 | 장 타 율 | O P S |
| ---------- | ---------- | ----- | ----- | ----- | ----- | ----- | ------- | ------- | ----- | ----- | ----- | ----- | --------- | --------- | ----------- | ----- | --------- | ----- | ----- | -------- | ----- | -------- | -------- | ----- |
| 2006년     | 요미우리   | 60    | 226   | 215   | 22    | 58    | 7       | 2       | 1     | 72    | 11    | 4     | 3         | 1         | 0           | 8     | 1         | 2     | 42    | 1        | .270  | .302     | .335     | .637  |
| 2007년     | 요미우리   | 91    | 188   | 177   | 28    | 50    | 6       | 5       | 1     | 69    | 14    | 8     | 1         | 3         | 0           | 5     | 1         | 3     | 30    | 3        | .282  | .314     | .390     | .703  |
| 2008년     | 요미우리   | 56    | 130   | 120   | 15    | 25    | 5       | 2       | 1     | 37    | 8     | 4     | 2         | 3         | 0           | 7     | 0         | 0     | 32    | 0        | .208  | .252     | .308     | .560  |
| 2009년     | 요미우리   | 89    | 245   | 231   | 26    | 62    | 7       | 2       | 2     | 79    | 16    | 5     | 3         | 1         | 0           | 10    | 1         | 3     | 52    | 0        | .268  | .307     | .342     | .649  |
| 2010년     | 요미우리   | 132   | 459   | 414   | 65    | 113   | 14      | 8       | 7     | 164   | 43    | 28    | 5         | 6         | 1           | 35    | 4         | 3     | 80    | 5        | .273  | .333     | .396     | .729  |
| 2011년     | 요미우리   | 53    | 167   | 154   | 12    | 27    | 3       | 2       | 0     | 34    | 10    | 7     | 2         | 4         | 1           | 6     | 1         | 2     | 24    | 0        | .175  | .215     | .221     | .436  |
| 통산 : 6년 | 통산 : 6년 | 481   | 1415  | 1311  | 168   | 335   | 42      | 21      | 12    | 455   | 102   | 56    | 16        | 18        | 2           | 71    | 8         | 13    | 260   | 9        | .256  | .300     | .347     | .647  |

- 2011년 기준, 굵은 글씨는 시즌 최고 성적.

### 연도별 수비 성적
| 연도 | 1루  | 1루  | 1루  | 1루  | 1루  | 1루    | 2루  | 2루  | 2루  | 2루  | 2루  | 2루    | 3루  | 3루  | 3루  | 3루  | 3루  | 3루    | 유격 | 유격 | 유격 | 유격 | 유격 | 유격   |
| 연도 | 경기 | 척살 | 보살 | 실책 | 병살 | 수비율 | 경기 | 척살 | 보살 | 실책 | 병살 | 수비율 | 경기 | 척살 | 보살 | 실책 | 병살 | 수비율 | 경기 | 척살 | 보살 | 실책 | 병살 | 수비율 |
| ---- | ---- | ---- | ---- | ---- | ---- | ------ | ---- | ---- | ---- | ---- | ---- | ------ | ---- | ---- | ---- | ---- | ---- | ------ | ---- | ---- | ---- | ---- | ---- | ------ |
| 2006 | -    | -    | -    | -    | -    | -      | 47   | 117  | 144  | 7    | 22   | .974   | 9    | 6    | 9    | 0    | 1    | 1.000  | -    | -    | -    | -    | -    | -      |
| 2007 | -    | -    | -    | -    | -    | -      | 57   | 94   | 116  | 3    | 16   | .986   | 18   | 5    | 7    | 0    | 0    | 1.000  | 2    | 0    | 4    | 0    | 0    | 1.000  |
| 2008 | -    | -    | -    | -    | -    | -      | 21   | 25   | 42   | 0    | 9    | 1.000  | 32   | 13   | 44   | 3    | 6    | .950   | -    | -    | -    | -    | -    | -      |
| 2009 | -    | -    | -    | -    | -    | -      | 53   | 89   | 120  | 3    | 25   | .986   | 40   | 15   | 38   | 2    | 7    | .964   | 1    | 1    | 0    | 0    | 0    | 1.000  |
| 2010 | -    | -    | -    | -    | -    | -      | 78   | 150  | 196  | 3    | 48   | .991   | 67   | 38   | 79   | 4    | 4    | .967   | -    | -    | -    | -    | -    | -      |
| 2011 | 11   | 61   | 4    | 0    | 4    | 1.000  | 28   | 61   | 74   | 2    | 19   | .985   | 17   | 6    | 14   | 1    | 1    | .952   | -    | -    | -    | -    | -    | -      |
| 통산 | 11   | 61   | 4    | 0    | 4    | 1.000  | 284  | 536  | 692  | 18   | 139  | .986   | 183  | 83   | 191  | 10   | 19   | .965   | 3    | 1    | 4    | 0    | 0    | 1.000  |

- 2011년 기준.